# Discyphus scopulariae
Discyphus scopulariae (Rchb.f.) Schltr., 1919 è una pianta erbacea della famiglia delle Orchidacee diffusa nell'America tropicale. È l'unica specie del genere Discyphus e della sottotribù Discyphinae.

## Distribuzione e habitat
Questa specie è diffusa a Panama, Trinidad e Tobago, in Venezuela e nel nord-est del Brasile.

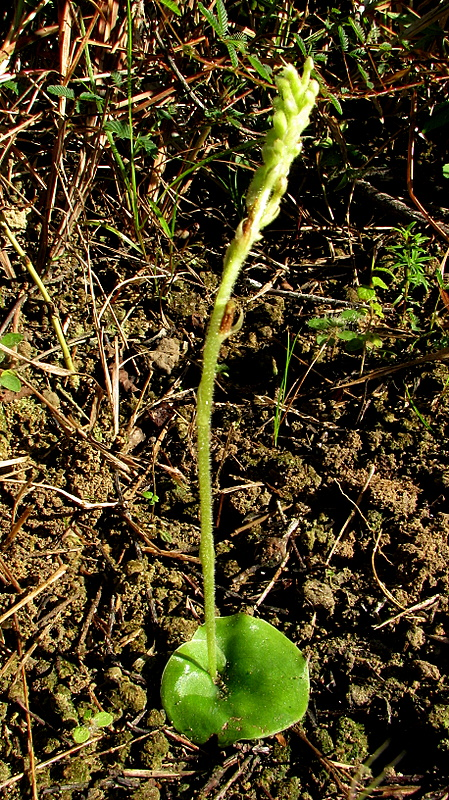

## Tassonomia
Il genere monospecifico Discyphus, in precedenza inquadrato nella sottotribù Spiranthinae (Orchidoideae: Cranichideae), ha una morfologia fiorale caratteristica che lo differenzia nettamente da queste ultime, suggerendone l'inquadramento in una sottotribù a sé stante, Discyphinae. Tale distinzione viene supportata dai risultati di recenti studi filogenetici.
Sono state descritte due varietà:
- Discyphus scopulariae var. scopulariae - diffusa a Trinidad, Panama, Venezuela e Brasile[4]
- Discyphus scopulariae var. longiauriculata Szlach. - endemica di Trinidad[5]